# Convento de Santo Domingo (Buenos Aires)

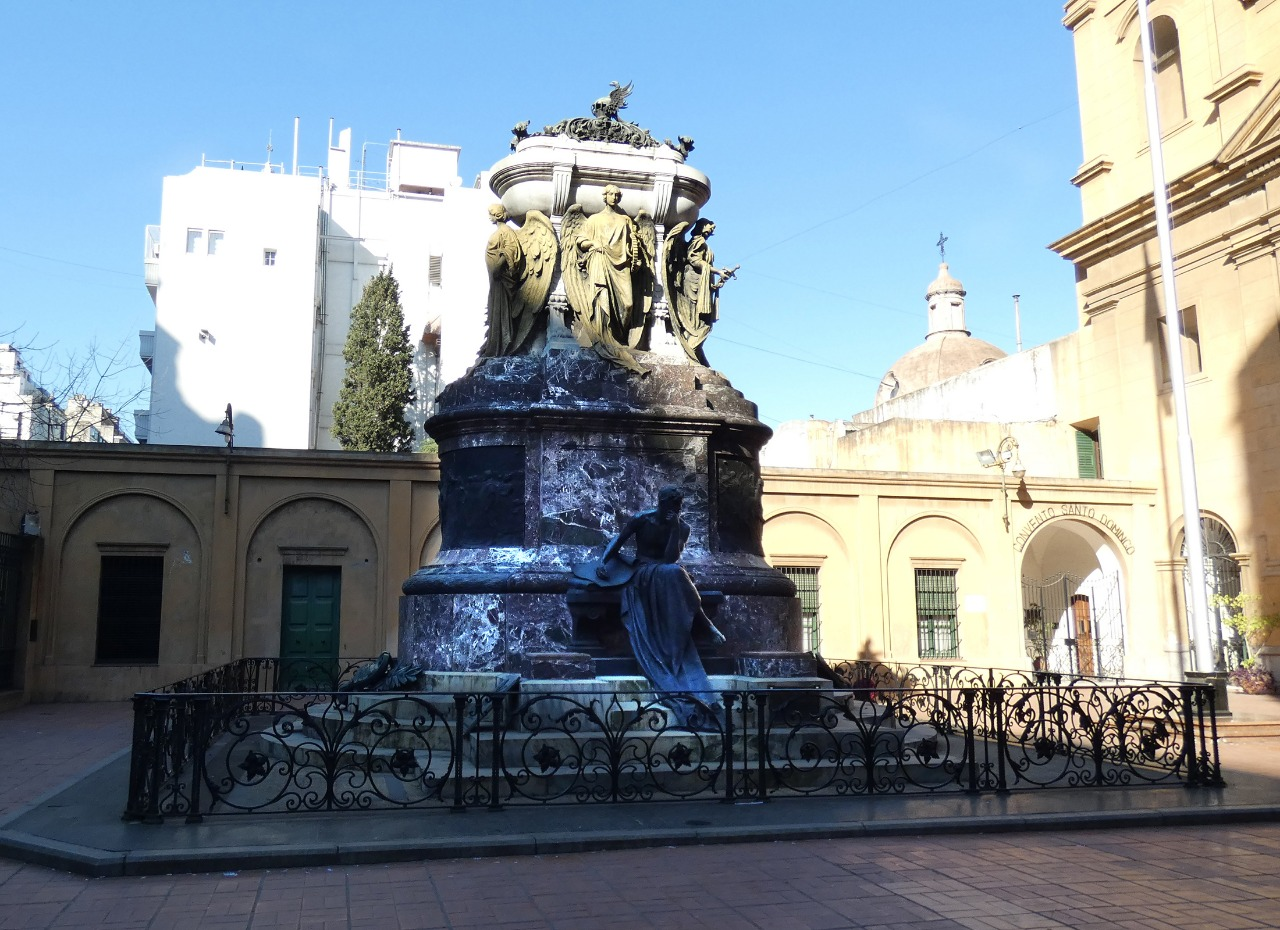
Esta es la escultura posicionada en la entrada del templo de Santo Domingo, en conmemoración del creador de la bandera nacional, junto con la losa que relata: "Aquí yace el general Belgrano", que se encontraba anteriormente sobre su sepultura.

La Basílica de Nuestra Señora del Rosario y Convento de Santo Domingo de la ciudad de Buenos Aires es un templo católico.
En el atrio del templo un mausoleo alberga los restos del General Manuel Belgrano, prócer argentino. También están sepultados los restos de sus padres y los de Antonio González Balcarce, jefe del Ejército del Norte en la expedición al Alto Perú, así como los de Hilarión de la Quintana. En el recinto de la Basílica, se hallan las urnas funerarias del general José Matías Zapiola y de Juan de Lezica y Torrezuri.

## Historia
Aunque los dominicos ocuparon el predio de la actual Basílica de Nuestra Señora del Rosario y Convento de Santo Domingo desde 1606, no fue sino hasta 1751 cuando se comenzó a levantar el actual edificio diseñado por el arquitecto turinés Antonio Masella. Ese 29 de junio fue colocada la piedra fundamental del templo, pero las obras no avanzaron de manera constante, debido a desacuerdos entre el proyectista y la orden. Recién en 1762 fueron retomadas con don Juan de Lezica y Torrezuri como principal benefactor y probable director de obra hasta 1779. La iglesia fue consagrada el 17 de octubre de 1783, sin estar finalizada, mientras el arquitecto Manuel Álvarez Rocha continuaba la obra de Masella. Al año siguiente se concluyó la torre este.
El 11 de febrero de 1792, cuando se reunieron las donaciones necesarias, se comenzaron los cimientos del Convento de Santo Domingo. Se concluyó hacia 1805, según se deduce de la ausencia de registro de gastos destinados a esta obra posteriores a ese año.
Durante las Invasiones Inglesas, el 27 de junio de 1806, las tropas invasoras a cargo del general William Beresford atacaron Buenos Aires, que no estaba preparada para enfrentarlas. Como lo recuerda una placa con transcripciones del archivo de la orden, ese domingo 1 de julio se impidió realizar en el templo el culto al Santísimo Sacramento, y ante esta negativa el capitán Santiago de Liniers y Brémont prometieron al Fray Gregorio Torres que, de recuperar la ciudad, donaría las banderas que tomara del invasor si Nuestra Señora del Rosario lo protegía. Los ingleses fueron vencidos ese 12 de agosto, y el día 24 de ese mes Liniers efectuó la entrega de los pabellones, que desde ese momento se encuentran en la iglesia.
Cuando el 2 de julio de 1807 los ingleses intentaron apoderarse de Buenos Aires por segunda vez, el convento fue teatro de un glorioso episodio para los habitantes de Buenos Aires. Los invasores se habían atrincherado allí, y desde la única torre (actual del lado este) que tenía en aquel entonces ofrecían resistencia a las fuerzas del Tercio de Cántabros Montañeses comandado por el Coronel Pedro Andrés García, en lo que fue conocido como el Combate de Santo Domingo. Muchas de las balas de cañón disparadas hacia el convento dieron en ella, destruyéndola. Al reconstruir dicha torre, se clavaron en ella tacos de madera que representan las esquirlas de dichas balas, en recuerdo del hecho histórico. En la época de Juan Manuel de Rosas, don José María Iturriaga hizo retirar las balas verdaderas y como recuerdo colocó en su lugar tacos de madera que son los que hasta hoy se conservan. Cuatro banderas tomadas por  Santiago de Liniers a los ingleses se guardan en el Convento de Santo Domingo.
En 1817, el inglés Emeric Essex Vidal visitó la ciudad y la retrató en una serie de acuarelas. Realizó una sobre el templo de Santo Domingo, y comentó que "(...) está en estado de deterioro, y no tiene nada digno de mención a excepción de los colores y un buen órgano.", tomando ya nota sobre las marcas de balas dejadas en la torre sobreviviente, que los frailes dominicanos le mencionaron.

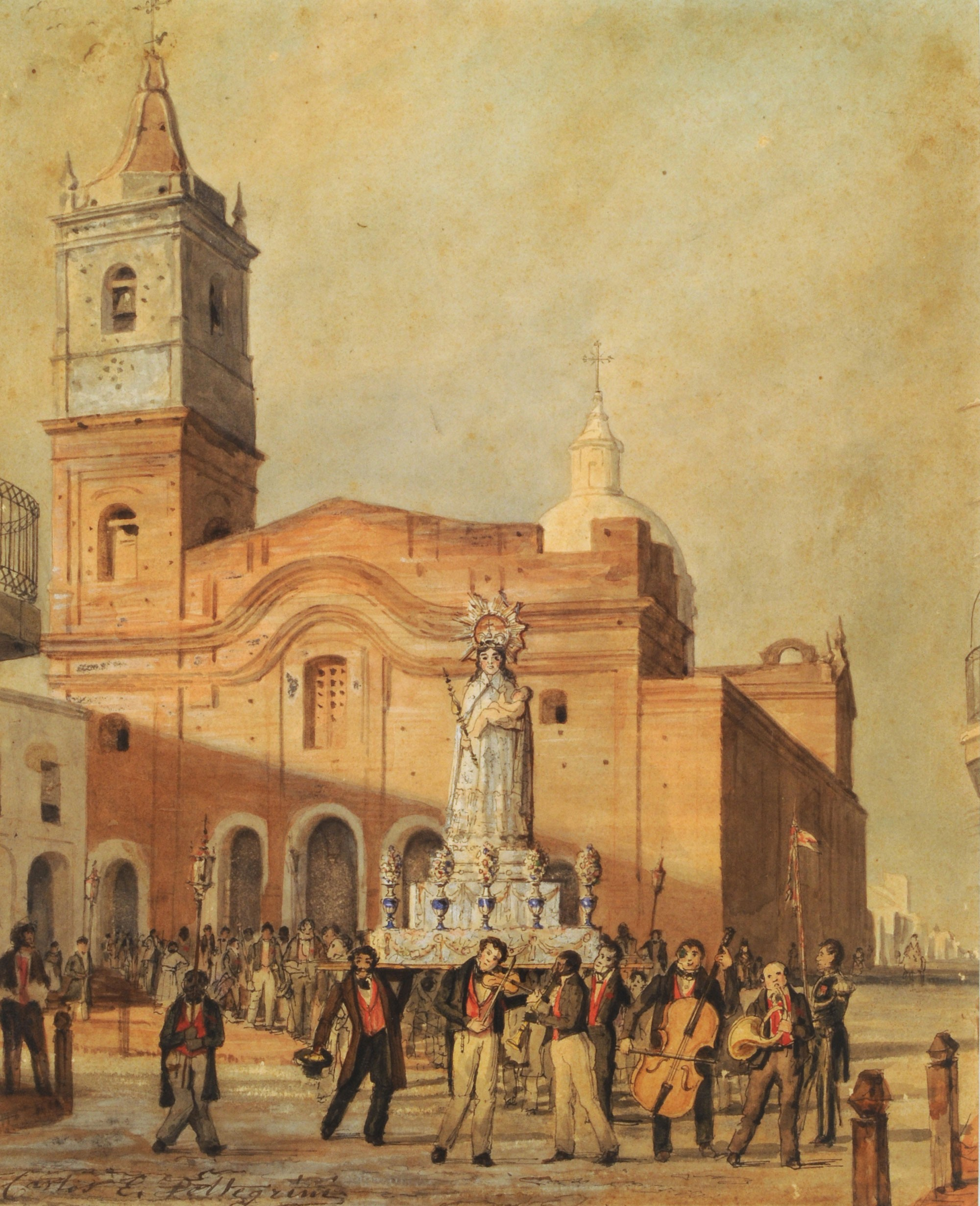
El templo a mediados del, por Charles Pellegrini.

En diciembre de 1822 se sancionó una ley de reforma eclesiástica, consistente en la supresión del fuero eclesiástico, la eliminación los diezmos entre otras medidas consideradas anticlericales se expropió el convento. Los dominicos fueron expulsados del país, utilizándose el convento como Museo de Historia Natural a partir de 1826, bajo la dirección del químico y botánico italiano Pablo Ferrari. Contenía 800 piezas del reino animal, 1500 del mineral y un número desconocido del vegetal.[cita requerida] También existía una colección numismática de más de 1500 piezas. En la parte alta de la iglesia se instaló además un observatorio astronómico y un gabinete meteorológico dirigidos por otro sabio italiano, Octavio Fabricio Mossotti. Allí mismo ubicó un aula de física experimental donde dictó cátedra entre 1828 y 1834. Lamentablemente lo ajeno del país a lo científico hizo que se perdieran la mayoría de sus registros meteorológicos, algunos de los cuales fueron utilizados por Alexander von Humboldt y terminaron en el Instituto de Francia. Sus observaciones sobre un eclipse de Sol y sobre el cometa Encke fueron publicadas por la  Sociedad Real Astronómica de Londres. Con la ida del país de Ferrari y de Mossotti todo cayó en el olvido.

También en la época de Rivadavia se abrió la actual cortada 5 de Julio donde se encontraba el huerto, lo que partió en dos el convento. Durante el gobierno de Bernardino Rivadavia los domínicos tuvieron que abandonar el país.

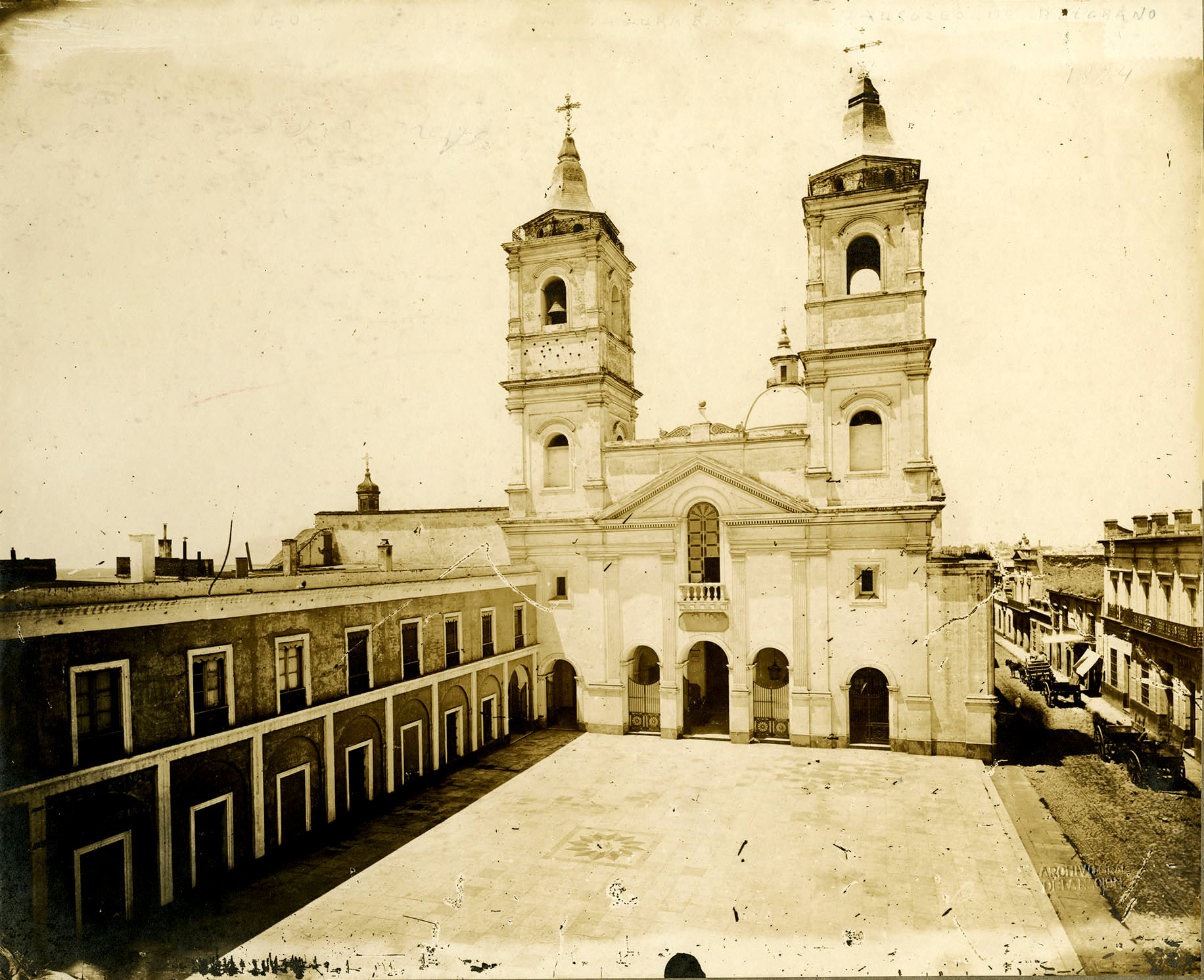
La Iglesia de Nuestra Señora del Rosario y el Convento de Santo Domingo, fotografía de Alejandro Witcomb, de fines del, con la fachada ya remodelada por Plou, pero sin el Mausoleo a Belgrano.

El 22 de octubre de 1835 Juan Manuel de Rosas firmó un decreto por el cual hizo permitió que los dominicos retornaran al país y se instalaran en su convento. Este decreto está firmado de puño y letra, y en él se justifica la devolución a la comunidad de los bienes que le habían sido confiscados por el gobierno de Bernardino Rivadavia. En mérito a esta resolución Rosas fue nombrado hermano de la orden dominica. Sin embargo, el Museo de Historia Natural continuó funcionando en parte del edificio hasta 1854.
En 1849 se terminó la torre oeste. El sótano detrás del presbiterio data de 1873 y la sacristía y las capillas de San Vicente y del Rosario, de 1885. En  1894 los arquitectos Auguste Plou y Oliver reformaron el templo, modificando el coronamiento original, dotándolo de un frontis quebrado.
Un mausoleo, inaugurado en 1903 y realizado por el escultor Ettore Ximenes y ubicado en el atrio del templo, alberga los restos de Manuel Belgrano, quien fue sepultado con el hábito de la orden de los dominicos. Estos estuvieron primeramente sepultados bajo una losa, a la entrada de la iglesia, por voluntad testamentaria del general, que pertenecía a la Orden Tercera de Santo Domingo.
También están sepultados en el convento los restos de los padres del general Belgrano, por las generosas contribuciones con las que habían favorecido al templo y los restos del general Antonio González Balcarce y de Hilarión de la Quintana. Una lápida recuerda a  Martín de Álzaga.
En 1910 la iglesia fue elevada al rango de Basílica por el papa Pío X. El 8 de octubre de 1922 la imagen de Nuestra Señora del Rosario recibió la coronación pontificia y hubo una gran procesión en celebración. Mediante un decreto firmado el 21 de mayo de 1942, por el Poder Ejecutivo Nacional, el Convento fue declarado Monumento Histórico Nacional.

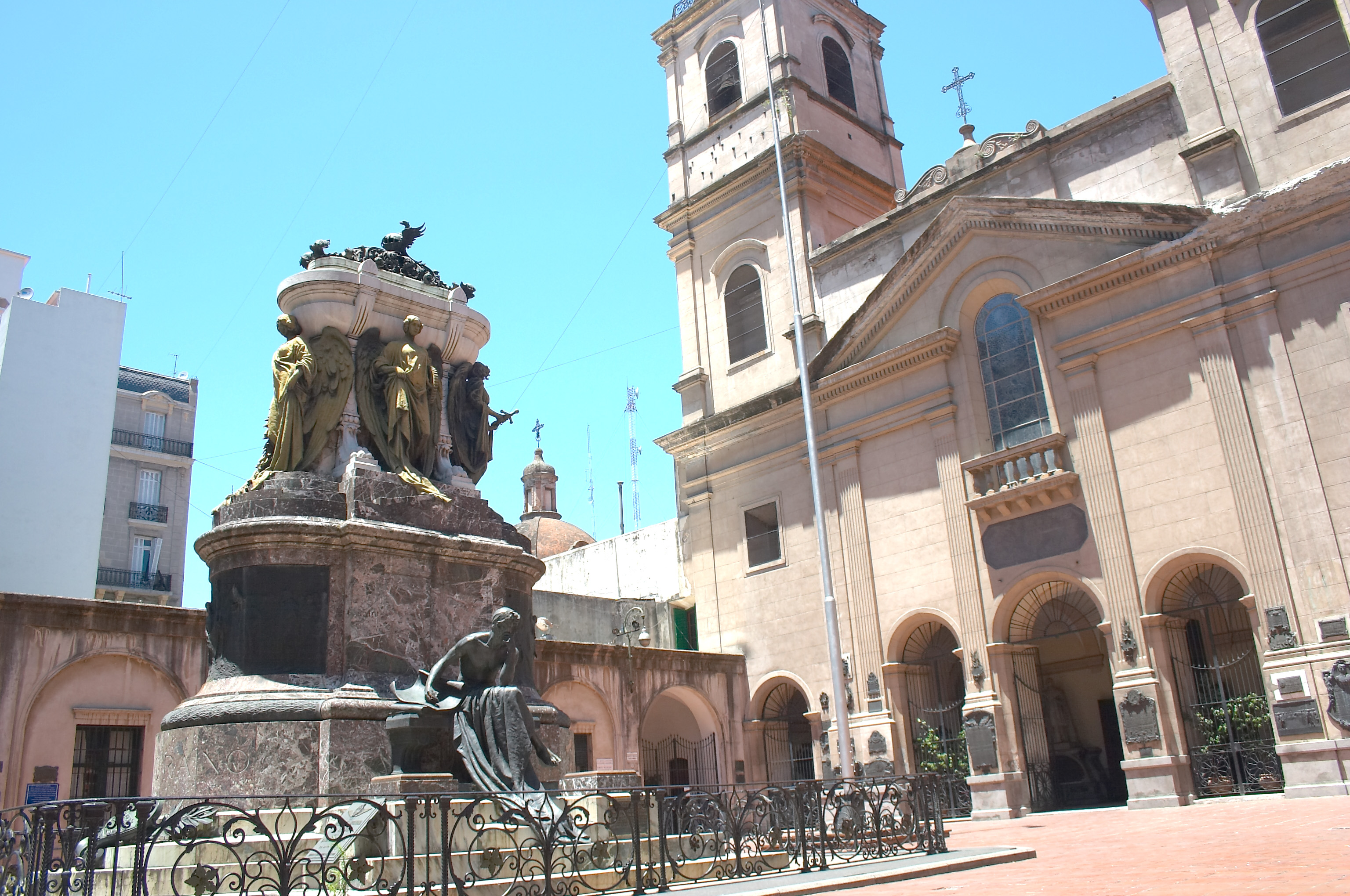
El mausoleo de Manuel Belgrano en el atrio de la Basílica del Rosario, junto al Convento de santo Domingo.

En 1961 comenzó un proyecto de restauración y mantenimiento de las fachadas.

## Descripción

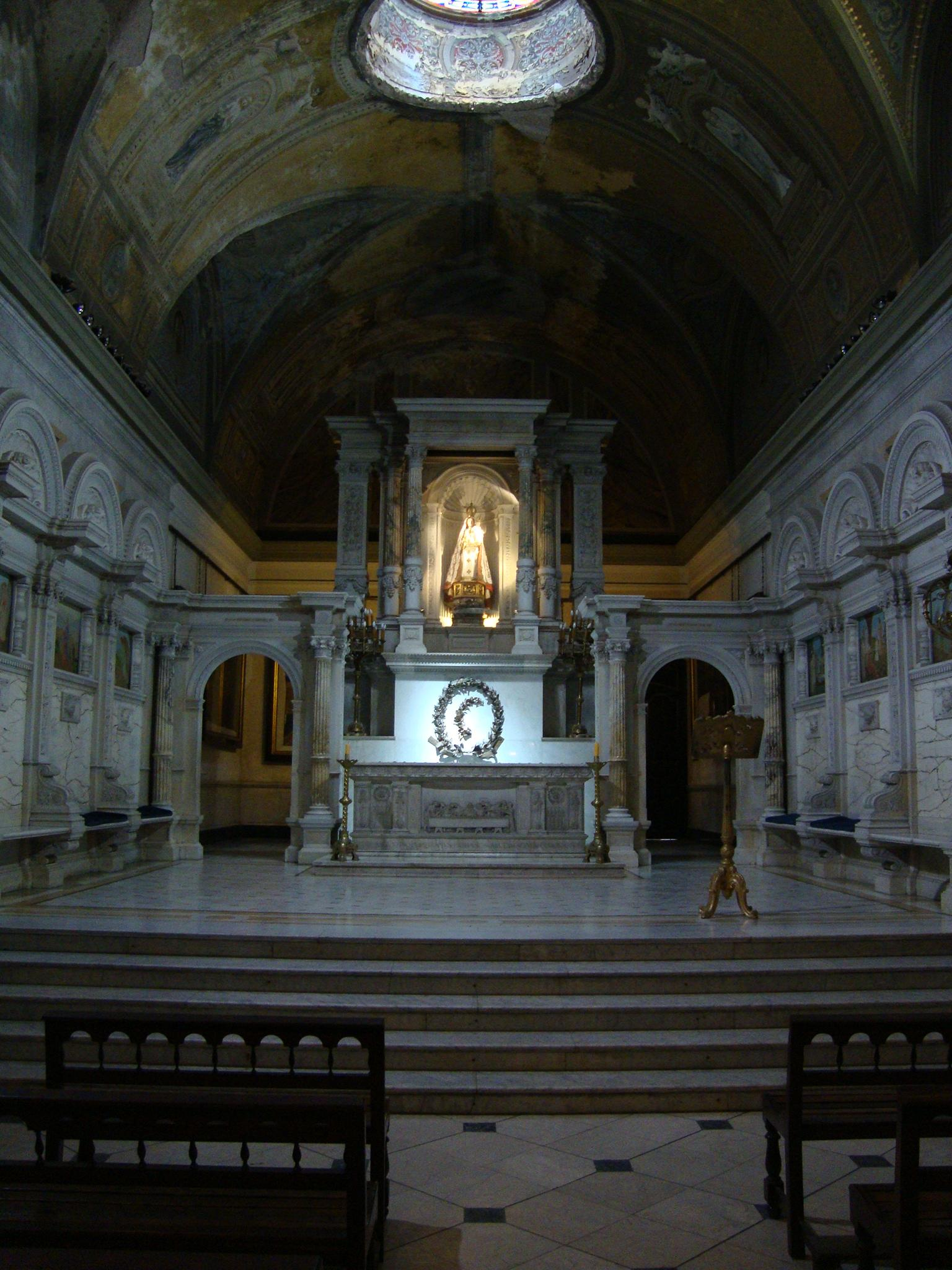
Nave este de la Basílica de Nuestra Señora del Rosario, con el altar de la Virgen.

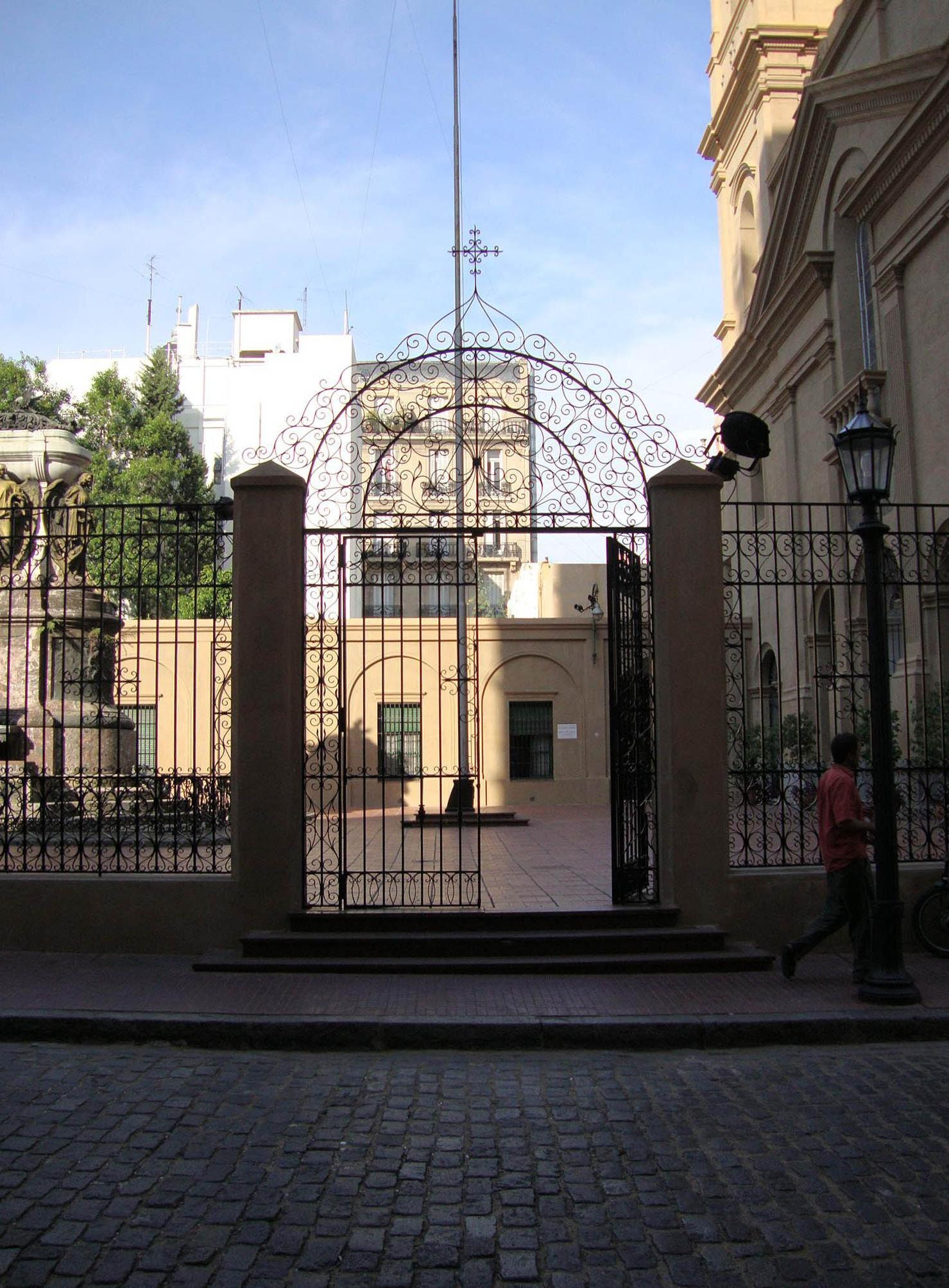
Reja artística del atrio, desde la calle Defensa

La Basílica de Nuestra Señora del Rosario posee tres naves, la central tiene bóveda de cañón corrido, y una cúpula sobre el crucero.
En el atrio, protagonizado por el mausoleo de Manuel Belgrano, se destacan las rejas de estilo colonial español, también remanente en la entrada a la iglesia, que está compuesta por tres arcos enrejados que llevan al nártex. A sus lados, dos puertas más, una bajo cada torre, llevan a las naves laterales. Tras el altar de la nave lateral este se exhiben las banderas de los batallones ingleses.
En cuanto al interior, sus columnas están decoradas con relieves, y la nave principal fue revestida en mármol esculpido. Los techos de las bóvedas se encuentran en avanzado estado de deterioro, y para evitar accidentes producto de desprendimientos de revoque y material se ha colocado una red pocos metros abajo de estos.
Los confesionarios fueron realizados en mármol, con puertas de madera tallada, y alternan inscripciones sobre sus puertas: "Noli amplius peccare" y "Dele iniquitatem meam". "Praedica verbum Dei" aparece sobre el acceso al púlpito.
La basílica posee numerosas capillas con imágenes de santos como San Martín de Porres, y varias placas en recuerdo de próceres que participaron de la Defensa y Reconquista durante las Invasiones Inglesas, de importantes miembros de la orden y de personajes ilustres que están enterrados en ella. Por ejemplo, Fray José del Rosario de Zemborain, Alejo de Nevares Trespalacios, José Matías Zapiola, Luis María Saavedra y su esposa, entre otros.
Varias placas recuerdan la procesión realizada en 1922, incluyendo una que réplica una fotografía de la multitud avanzando por la Plaza de Mayo frente a la Catedral. Una particular placa contiene el texto del decreto firmado el 10 de octubre de 1926 por el presidente Marcelo Torcuato de Alvear, permitiendo exhibir la bandera de guerra de la Argentina junto a la imagen de Nuestra Señora del Rosario.
La veleta de la torre derecha tiene una figura de perro pues los dominicos llevan ese nombre por Domini canis (los perros o guardianes del señor). La veleta izquierda es la silueta tradicional de un gallo.
El edificio poseía un órgano construido en Francia por la casa Mutin-Cavaillé Coll. Años más tarde,[cita requerida] se instaló otro órgano de origen alemán en donde estaba ubicado el altar, pero el mismo no fue completamente terminado, y se estima que falta ejecutar un 60% del mismo. El actual, aún ejecutado a su máxima capacidad, no suele alcanzar a llenar la espaciosa nave con su volumen, pero sin embargo presenta un contraste arquitectónico que da contrapunto al estilo colonial del edificio con un instrumento moderno de la década de 1960, que es lo primero que el visitante percibe al ingresar al templo.[cita requerida]

## Objetos históricos

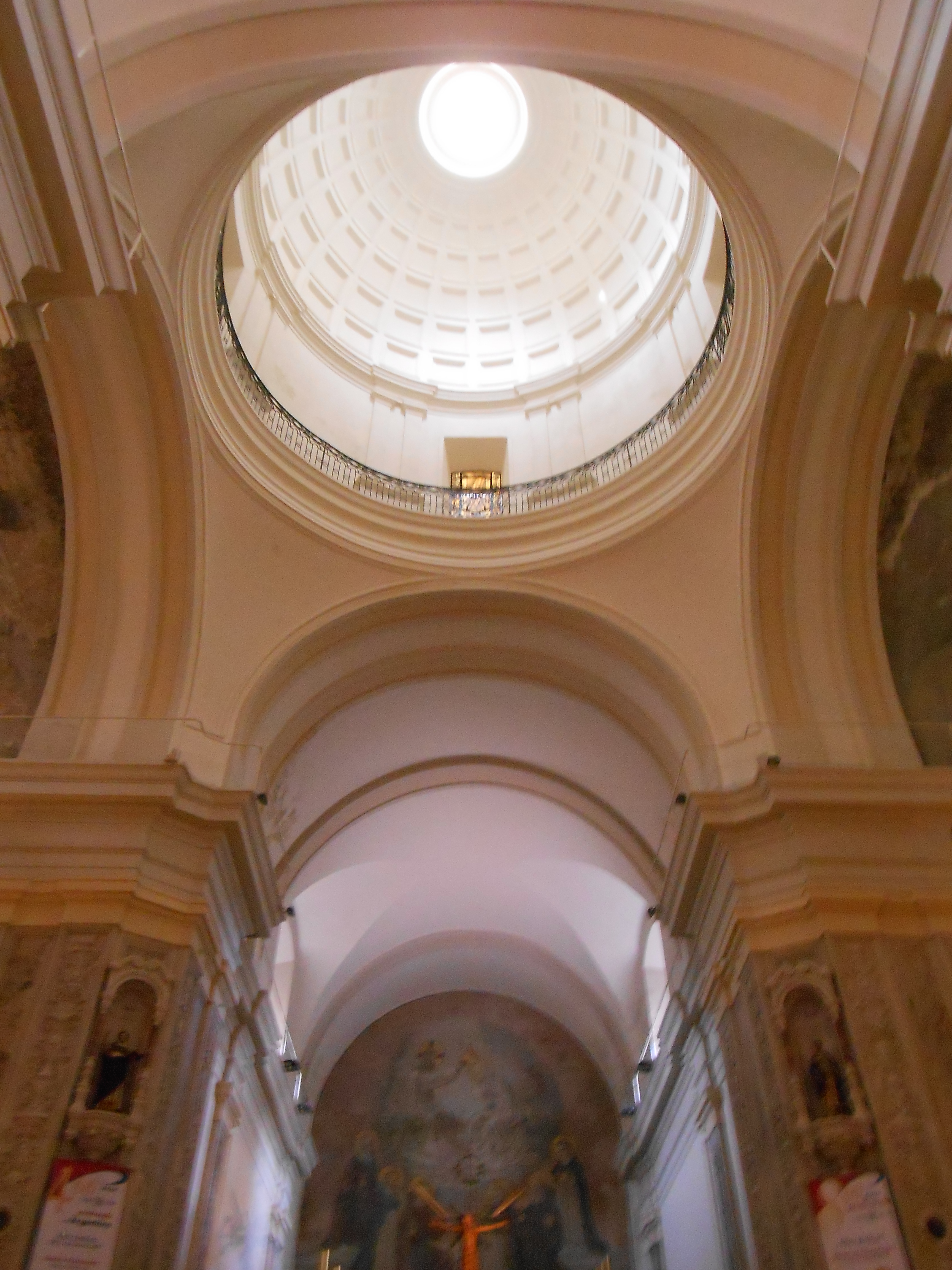
Basílica Nuestra señora del Rosario

En el interior del convento pueden admirarse:
- Dos banderas del Regimiento n.º 71 Highlanders, que intervino en la primera invasión inglesa.
- Dos estandartes de la Marina Real Británica ofrendadas por Santiago de Liniers a la virgen del Rosario.
- Dos banderas realistas donadas por Manuel Belgrano.
- Cuadro de los Santos Fundadores, pintado en 1762.
- Imagen de la Virgen del Rosario de la Reconquista y Defensa de Buenos Aires, traída del Perú, cuenta con más de cuatrocientos años.